# Ognolles
Ognolles é uma comuna francesa na região administrativa de Altos da França, no departamento de Oise. Estende-se por uma área de 6,67 km². Em 2010 a comuna tinha 290 habitantes (densidade: 43,5 hab./km²).